# Mazdacis consimilis
Mazdacis consimilis är en fjärilsart som beskrevs av Paul Dognin 1911. Mazdacis consimilis ingår i släktet Mazdacis och familjen mott. Inga underarter finns listade i Catalogue of Life.